# تجمع

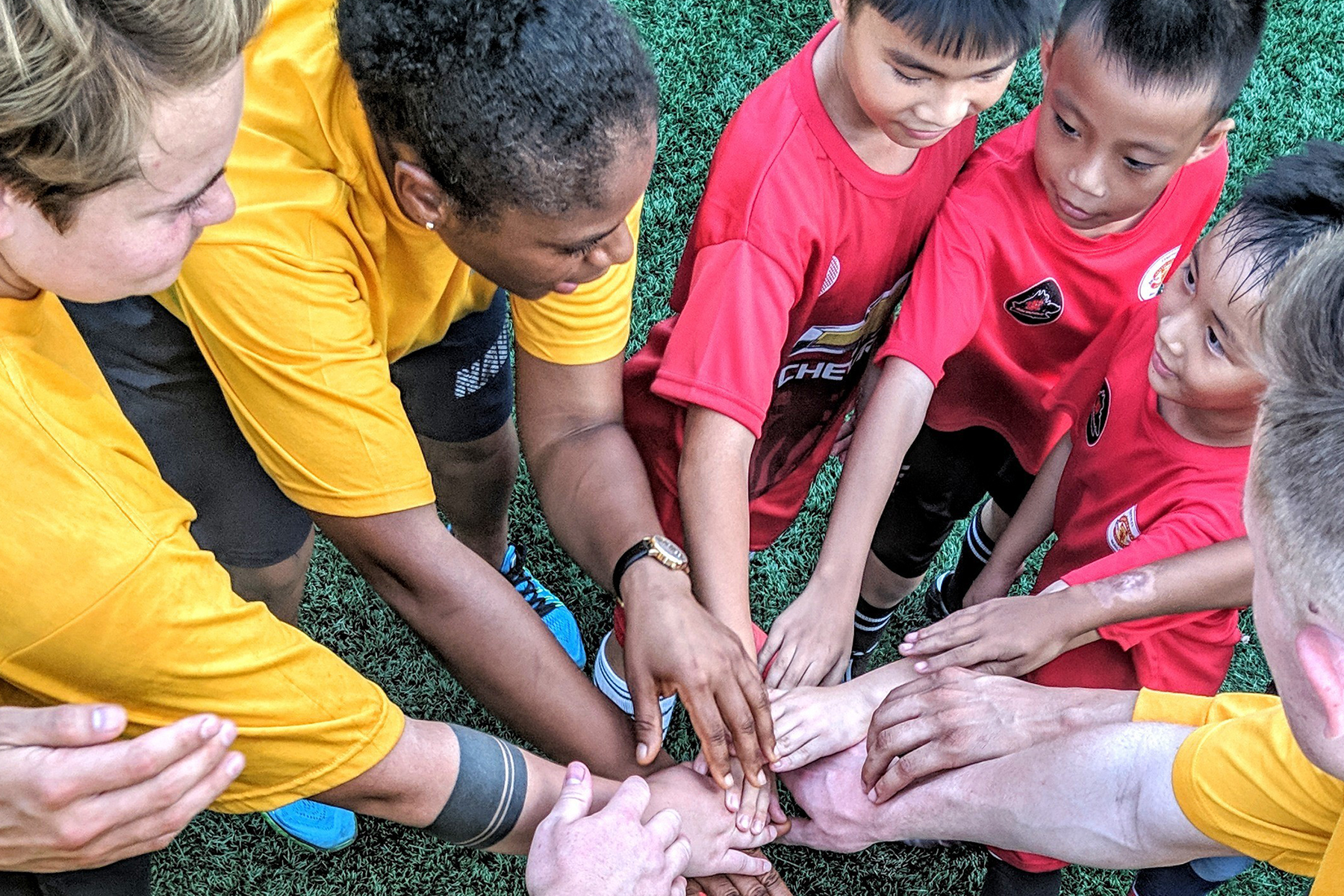
تجمع الكبار والأطفال خلال مباراة كرة قدم مجتمعية في كوتا كينابالو

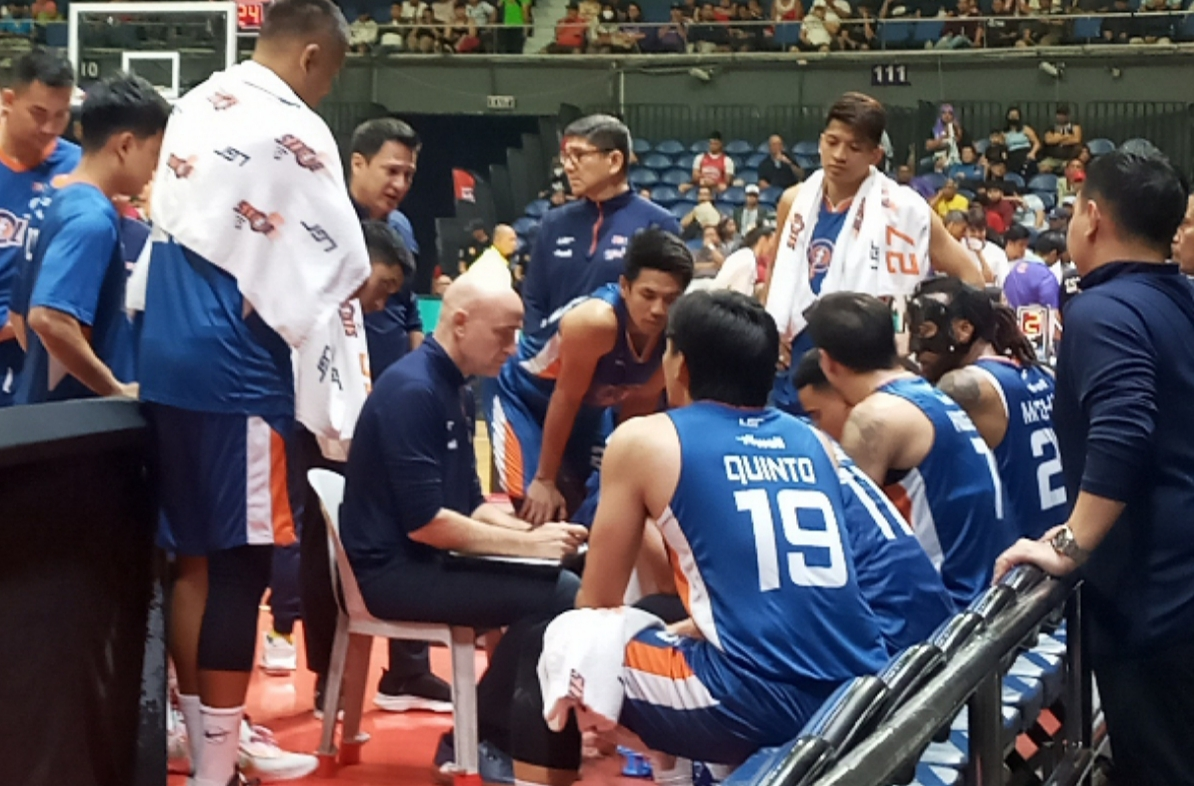
تجمع لاعبو فريق Meralco Bolts في وقت مستقطع خلال إحدى مباريات رابطة كرة السلة الفلبينية لعام 2024.

في الرياضة، يُشير "التجمّع" إلى لحظة يجتمع فيها أعضاء الفريق، عادةً في دائرة مغلقة، بهدف وضع الاستراتيجيات، التحفيز، أو الاحتفال. وتُعد هذه الممارسة وسيلة فعّالة لعزل الفريق عن الخصوم ومنع تسريب المعلومات الخططية، خاصةً في الأجواء الصاخبة التي تعيق التواصل السلس داخل الملعب.
غالبًا ما يتولى قائد الفريق قيادة هذا التجمّع، حيث يسعى إلى رفع معنويات زملائه وتحفيزهم لتحقيق الفوز. كما يمكن أن يحدث التجمّع بعد انتهاء المباراة، إما للاحتفاء بالنجاح أو لمواساة الفريق بعد الخسارة.
ويُستخدم مصطلح "تجمّع" أيضًا كفعل، كما في قولنا: "يتجمّع الفريق"
يستخدم التجمع عادةً في كرة القدم الأمريكية وكرة القدم الكندية للتخطيط قبل كل لعبة؛ حيث يقود لاعب الوسط تجمع الفريق الهجومي دائمًا تقريبًا، بينما يقود أحد لاعبي خط الوسط التجمع الدفاعي عادةً. وهي تحظى بشعبية أيضًا في كرة السلة وكرة القدم والكرة الطائرة والكريكيت.
أصبح التجمع أكثر استخدامًا في لعبة الكريكيت بعد أن استخدمه المنتخب الوطني الهندي بنجاح كبير خلال كأس العالم للكريكيت عام 2003. وقد نجح المنتخب الإنجليزي في تقليد هذه التقنية وحقق بعض النجاح، ولا سيما في سلسلة مباريات Ashes عام 2005.

## أنواع

### دائري

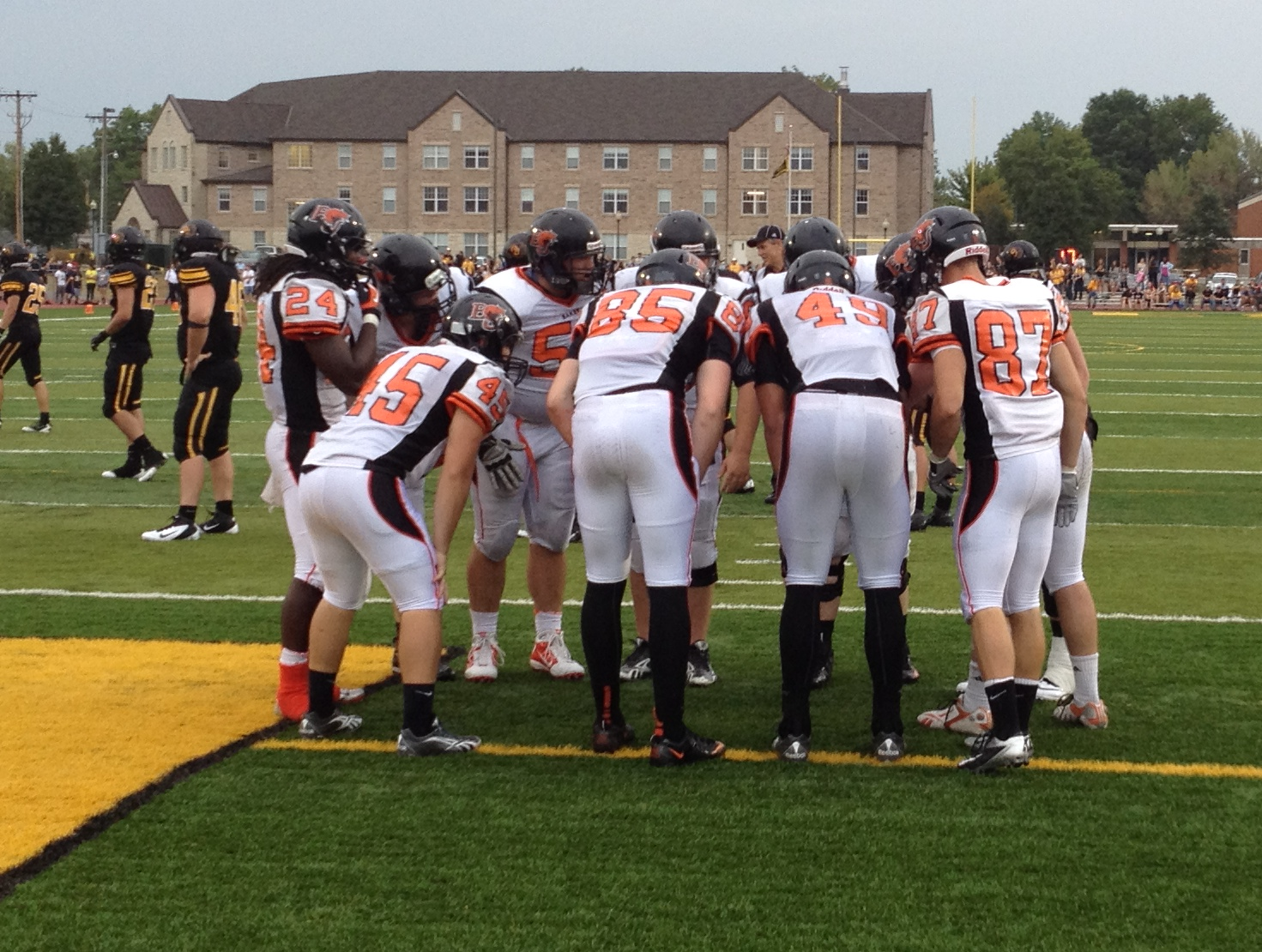
يتجمع لاعبو فريق بيكر وايلدكاتس أثناء المباراة

أقيمت أول مباراة لكرة القدم في عام 1894 في جامعة جالوديت، وهي مدرسة للصم. يعود الفضل إلى لاعب الوسط بول دي هوبارد في إنشاء التجمع الكروي أثناء التنافس ضد مدارس الصم الأخرى. كان هوبارد قلقًا من أن الفرق الأخرى كانت تسرق مسرحيات جالوديت لأن توقيعه كان معلنًا. قرر تجميع زملائه في الفريق وهكذا ولدت هذه المجموعة. في عام 1894، فازت جامعة جورجتاون 5-2-1 وهزمت مدرسة بنسلفانيا للصم 24-0، ومدرسة نيويورك للصم 20-6.
لا يزال هذا النوع من التجمعات مستخدمًا على نطاق واسع اليوم، عادةً بين المسرحيات في كرة القدم الأمريكية حيث يقوم لاعب الوسط بتعيين المسرحية التالية للهجوم.

### آلة كاتبة
تجمع الآلة الكاتبة هو تشكيل تجمع ابتكره مدرب ولاية فلوريدا السابق توم نوجنت في منتصف الخمسينيات من القرن العشرين. يُستخدم عادة بين المدرب والعديد من اللاعبين، أو عندما يريد لاعب الوسط أو أي لاعب آخر إنشاء صورة كونه منفصلاً عن الفريق، وإملاء الأوامر لهم، بدلاً من كونه جزءًا من المجموعة، كما هو الحال مع التجمع الدائري. يُرتب اللاعبين الذين يُحدث إليهم في صفين أو أكثر، وغالبًا ما يكون الصف الأمامي راكعًا أو منحنيًا. ومن ثم يمكن التأكد من أن اللاعب أو المدرب الذي يتحدث يحظى باهتمام الجمهور بأكمله، وهو الأمر الذي لا يكون ممكناً في كثير من الأحيان إذا كان هذا الشخص في وسط تجمع دائري. ورغم أن هذه التقنية تتيح للاعبين مساحة للتنفس وتوفر مساحة لعدد أكبر من المشاركين مقارنة بالتجمع الدائري، إلا أنها ليست آمنة بنفس القدر، حيث قد يتمكن المراقبون على الهامش من رؤية إشارات اليد أو قراءة شفاه المتحدث.

## كرة القدم الأمريكية

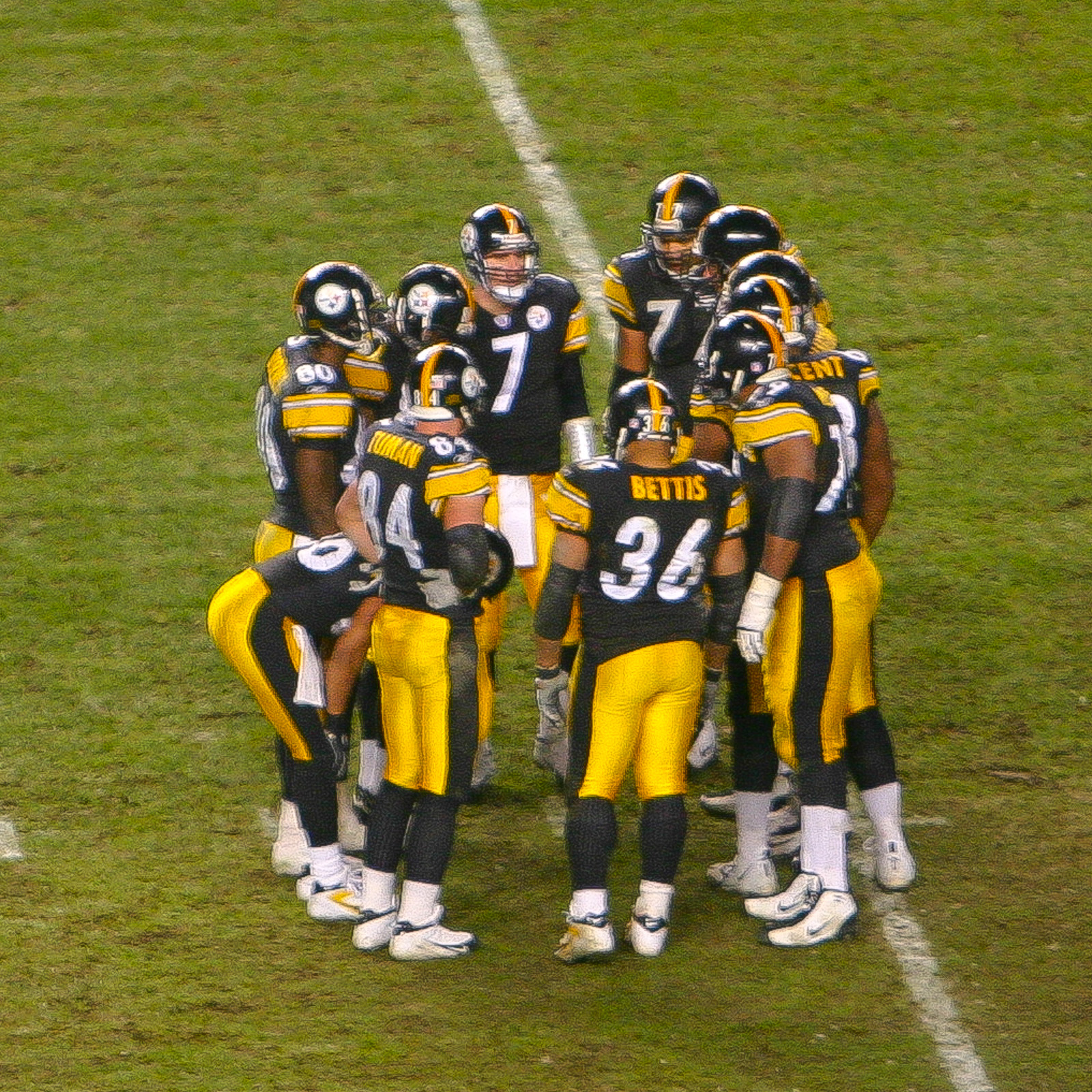
بيتسبرغ ستيلرز في تجمع NFL. يتجمع اللاعبون الهجوميون في دائرة خشنة بعيدًا عن مسمع دفاع الفريق المنافس للتخطيط للعب التالي.

في كرة القدم الأمريكية، يمكن أن تتخذ التجمعات أشكالًا متعددة. قبل تسعينيات القرن التاسع عشر، لم يكن لاعبو كرة القدم يشكلون مجموعات صغيرة؛ بل كانوا بدلاً من ذلك يناقشون اللعبة على مسافة بعيدة عن الفريق الآخر بحيث لا يمكن لأحد أن يسمعهم. مع تزايد تنظيم ورسمية كرة القدم الأمريكية، تطورت أيضًا التجمعات.
يمكن إرجاع أصل هذا التجمع إلى تسعينيات القرن التاسع عشر في كلية جالوديت في واشنطن العاصمة. استخدم بول هوبارد، وهو لاعب أصم ذهب إلى جالوديت، هذه الاستراتيجية لتجنب أن يرى الفريق الآخر لغة الإشارة الخاصة به بين المسرحيات؛ وتجمع هو وفريقه لإخفاء العلامات.
فريق كرة القدم بجامعة ولاية أوريغون من أوائل الفرق على المستوى الوطني التي استخدمت تشكيل التجمّع داخل المباراة. فقد وجّه المدرب الرئيسي بيل هارجيس لللاعبين الأساسيين إلى الوقوف على بُعد عشرة ياردات خلف الكرة عند العودة إلى الملعب قبل بدء كل لعبة، حيث يتهامسون فيما بينهم بشأن الخطوة التالية.
وقد وثّق الصحفي الرياضي رويال بروغام، الذي حضر المباراة، هذا الابتكار، مشيرًا إلى أن الفريق اعتمد هذا الأسلوب الجديد والرائد في تنظيم اللعب.
أثناء المباراة، يستخدم لاعب الوسط التجمع لإعلام الهجوم باللعب التالي. تنص المادة 2 من قانون دوري كرة القدم الوطني رقم 5 على أنه لا يجوز أن يتواجد أكثر من أحد عشر لاعباً في التجمع الهجومي. سيعاقب البديل الهجومي الذي يتواصل مع زميله في الفريق أثناء التجمع بتهمة "السلوك غير الرياضي"؛ وهذا لمنع الفرق من التظاهر بالاستبدال والاستفادة من الفوضى لإرباك الخصوم.
في بعض المواقف، قد تختار الفرق عدم استدعاء التجمع واستخدام هجوم عدم التجمع السريع لتحقيق أقصى قدر من الوقت ومفاجأة الدفاع.

### سناب (كرة القدم الأمريكية)
في سناب، يُحدد عدد اللقطات في التجمع، وعادة ما يُعبر عنها بـ "... على <الرقم>." وهي الكلمات الأخيرة التي يتحدث بها لاعب الوسط بعد استدعاء اللعبة ولكن قبل أن ينكسر التجمع ويذهب اللاعبون إلى خط المشاجرة. يسمح عدد اللقطات للاعبين الهجوميين بالحصول على تقدم صغير.

## كرة القدم

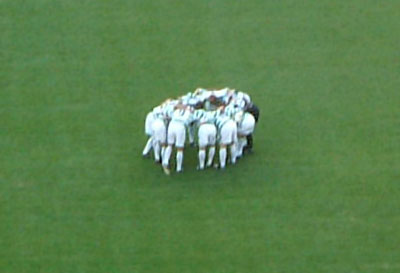
سيلتيك يعقد اجتماعه المعتاد قبل نهائي كأس الاتحاد الأوروبي، 2003

في كرة القدم، يُستخدم التجمّع كجزء من طقوس ما قبل المباراة من قِبل منتخبات مثل البرازيل وأيرلندا، إلى جانب أندية مثل نادي ديري سيتي لكرة القدم..
أما في اسكتلندا، فقد تبنّى نادي سيلتيك لكرة القدم طقس التجمّع قبل المباريات منذ عام 1995، متأثرًا بتوني موبراي الذي أدخل هذا التقليد خلال جولة استعدادية في ألمانيا. جاء هذا التجمّع بهدف تعزيز روح الجماعة بين اللاعبين، ويتكوّن من دائرة يتشابك فيها اللاعبون بالأذرع، مع انحناء رؤوسهم ليستمعوا إلى خطاب تحفيزي من القائد.
ورغم أن نادي سانت ميرين لكرة القدم كان قد بدأ استخدام التجمّع قبل سيلتيك في عام 1993، فإنه تخلّى عن هذه الممارسة لاحقًا. ومع ذلك، أصبح التجمّع طقسًا راسخًا في نادي سيلتيك يُؤدى على جميع المستويات والفئات العمرية، وغالبًا ما يُقلده المشجعون كنوع من التفاعل الجماعي.
من الناحية البصرية، يُشبه هذا التجمّع إلى حد ما احتفال The Poznan، رغم أنه لا يُعد جزءًا من نفس الخلفية الثقافية.

## كرة القدم الأسترالية
على النقيض من الرياضات الأخرى، فإن التجمع هو تكتيك محدد في كرة القدم الأسترالية، يستخدمه الفريق الذي يركل الكرة بعد تسجيل هدف متأخر، أو بعض التوقفات المتأخرة. يتجمع كافة اللاعبين في الخط الخلفي معًا على مسافة خمسين مترًا تقريبًا من المرمى. بعد ذلك، يبتعد اللاعبون بشكل فردي عن التجمع في جميع الاتجاهات. وتعني هذه التقنية أنه سيكون هناك العديد من اللاعبين الرائدين، مما يجعل من الصعب الدفاع عن ركلة البداية الأولى. كما يسمح للفرق بتنفيذ مسرحيات محددة للركلات الثانية والثالثة. طور التجمع خلال سبعينيات القرن العشرين، ولا يزال يستخدمه العديد من الفرق حتى يومنا هذا.

## روابط خارجية
- تاريخ لغة الإشارة